# Theroscopus maruyamanus
Theroscopus maruyamanus là một loài tò vò trong họ Ichneumonidae.